# Reactor refrigerado por gas

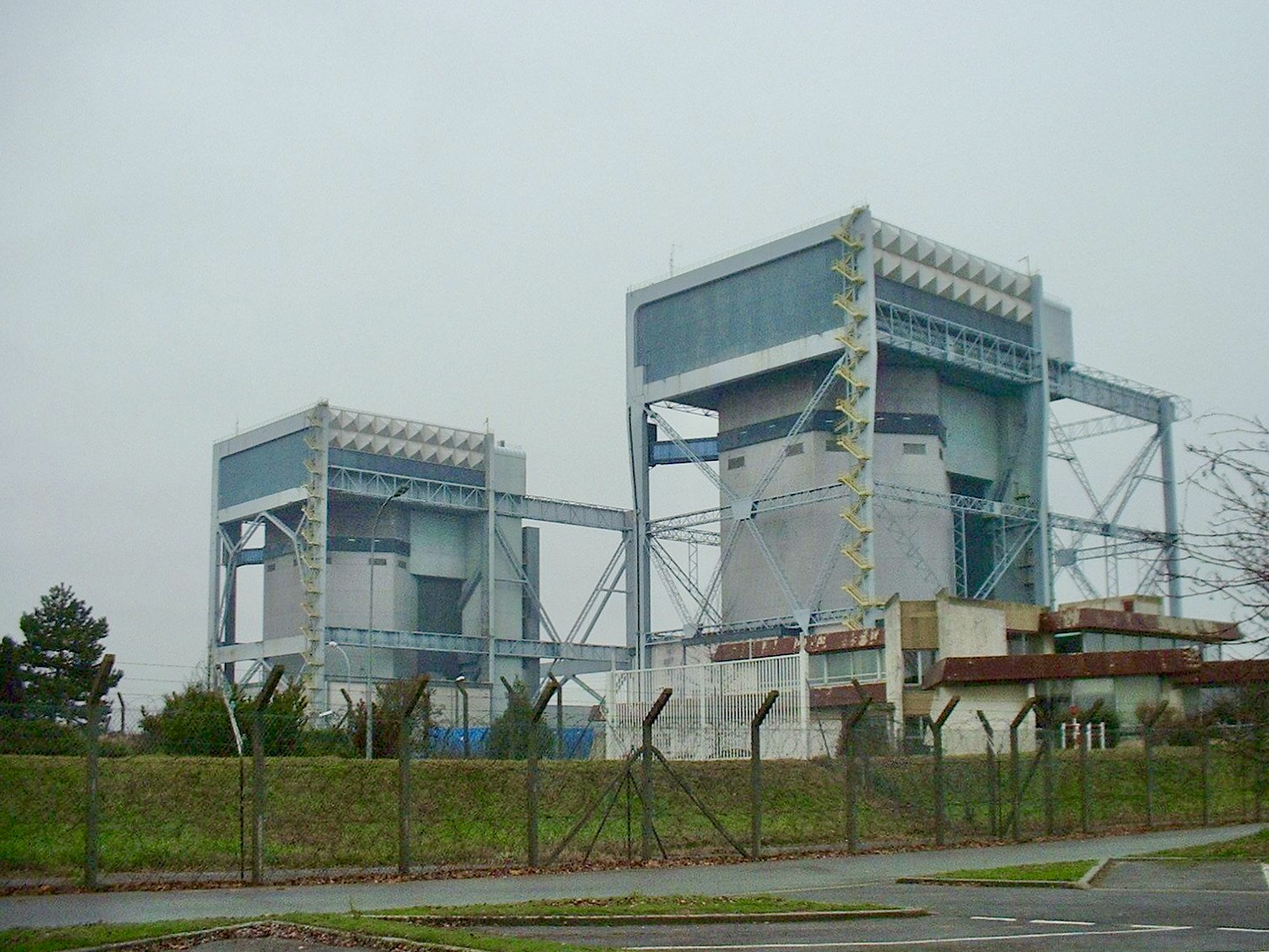
Unidades A1 y A2 de la central nuclear de Saint-Laurent-des-Eaux.

Un reactor refrigerado por gas o GCR (su acrónimo en inglés, Gas Cooled Reactor) fue un reactor nuclear que utilizaba grafito como moderador de neutrones y anhídrido de carbono como refrigerante. Aunque existen otros tipos de reactores refrigerados por gas, el acrónimo GCR se refiere a este tipo en particular de reactor nuclear.
El GCR puede utilizar uranio natural como combustible.
Los dos tipos principales de GCR fueron:
- Reactor Magnox, desarrollados por el Reino Unido.
- Reactor UNGG, desarrollados por Francia.

Los GCR se sustituyeron por los reactores refrigerados por gas avanzados (o AGR).
- Datos: Q3100709